# Мюсюлмански миллет
Мюсюлмански миллет („millet-i hakime“ или „millet-i islamiyye“) е религиозна общност (миллет) в Османската империя, обхващаща изповядващите исляма поданици, без значение е от кое ислямско изповедание са те. Населението в империята е разделено на религиозни общности: правоверни и неверници, включени в законово признати религиозни общности (миллети), като водещ бил т. нар. мюсюлмански миллет (без турски, кюрдски, арабски или помашки миллет). В официалните документи на империята се обозначава религиозната идентичност на поданиците, определена от опозицията мюсюлмани – немюсюлмани: мюсюлманите (правоверните) или хората на вярата и неверниците (каури, гяури).
Турчин и Турция са етноними, възникнали в християнска Европа за обозначаване на Османската империя и мюсюлманите в нея. Под Турция се разбира говорещата на тюркски Анатолия, назована така почти веднага след нейното завоюване от тюрките през 11 век. Това название на анадолските земи се среща за първи път в края на 12 век в хрониките за кръстоносните походи на Фридрих Барбароса от 1190 г. Християнските народи на Балканите и в Източна Европа също употребяват етническите термини: Турция, турци за определяне на идентичността на Османската империя и на мюсюлманите в нея. В самата Османска империя съществуват два термина за обозначаване на идентичност: простонароден човек (тюрк) и династичен аристократ (османец). Самото название тюрк дори през 19 век не е престижно и се отнася за говорещите тюркски номади и за селяните в анадолските села.
Името на турците се появява в българската книжнина едва през втората половина на 18 век. Отрицателната натовареност на образа на турчина се подхранва и от значителния дял от литературата, предназначен да възвеличае онези, които с цената на живота си отстояват вярата си. Въпреки това в някои от тези текстове проличава, че съжителството на българите с османците на ниво ежедневен живот протича в спокоен дух. През 1762 г. йеромонах Паисий Хилендарски завършва своята „История славянобългарска“, в която оценките за османците и османската държава се включват като елементи, които започват процеса на формиране на българската национална идентичност. Именно тази книга съдържа оценките за османския период, които трайно навлизат в българските книги през 19-и и 20 век. Според историята на Паисий турците са завоеватели, насилници, виновници за унищожаването на постигнатото от славната българска средновековна държава.
За османските благородници, които имат твърде разнообразен етнически произход, тюрк е обидно название – тяхната идентичност е османец. Смята се, че до втората половина на 19 в. чувството за тюркска идентичност е оцеляло сред селяните и
номадите, но не и сред управляващите и образовани кръгове в империята. През 1860 г. в рамките на политиката на про-европейски реформи Танзимат официалната власт в Империята създава понятието османец, с което се означават всички поданици на империята. Това е опит за изместване на религиозния термин за идентичност (миллет) с политическия (османец). По същото време се създават и първите организирани прояви на младотурското движение. През втората половина на 19 в. се появяват националистически по съдържание идеи за тюркска идентичност, започва да се използва простонароден турски език вместо османски в поезията. За част от османската интелигенция започва положителна промяна в отношението към самото название тюрк.
Въпреки това, турчин като термин за национална идентичност се възприема и налага официално едва със създаването на република Турция след Първата световна война.